# Yaşar
Yaşar ist ein türkischer männlicher und weiblicher Vorname, der auch als Familienname vorkommt.

## Herkunft und Bedeutung
Der Name bedeutet „er/sie bewohnt“, „er/sie wird leben“ oder „unsterblich“ und gibt dem Kind den Wunsch mit auf den Weg, ein langes Leben zu haben.

## Verbreitung
Yaşar ist lediglich in der Türkei verbreitet, jedoch wird der Name dort heutzutage nur noch selten vergeben.

## Varianten
- männlich: Yaşa
- weiblich: Yaşa, Yaşam

## Namensträger

### Männlicher Vorname
- Yaşar Alpaslan (1914–1995), türkischer Fußballspieler
- Yaşar Aydın (* 1971), türkischstämmiger Sozialwissenschaftler
- Yaşar Bilgin (* 1950), deutscher Mediziner und Politiker
- Mehmet Yaşar Büyükanıt (1940–2019), türkischer Offizier
- Yaşar Doğu (1913–1961), türkischer Ringer
- Yaşar Erkan (1911–1986), türkischer Ringer
- Yaşar Nezih Eyüboğlu (* 1962), türkischer Theaterschauspieler
- Yaşar Güler (* 1954), türkischer General
- Yaşar Kabakçı (* 1981), türkischer Fußballspieler
- Yaşar Kemal (1923–2015), kurdisch-türkischer Schriftsteller
- Yaşar Kurt (* 1968), türkischer Musiker
- Yaşar Miraç (* 1953), türkischer Schriftsteller
- Yaşar Mumcuoğlu (* 1940), türkischer Fußballspieler
- Yaşar Nuri Öztürk (1951–2016), türkischer Jurist, Religionsphilosoph und Autor
- Yaşar Topçu (* 1941), türkischer Politiker
- Yaşar Yakış (1938–2024), türkischer Botschafter, Politiker und Minister für Auswärtige Angelegenheiten

### Weiblicher Vorname
- Yaşar Nezihe (1882–1971), türkische Lyrikerin

### Künstlername
- Yaşar (Sänger) (Mehmet Yaşar Günaçgün; * 1970), türkischer Popmusiker

### Familienname
- Ali Yaşar (* 1995), belgisch-türkischer Fußballspieler
- Ebru Yaşar (* 1977), türkische Popmusikerin
- Ece Yaşar (* 1992), türkische Schauspielerin
- Hasan Yaşar (* 1984), türkischer Fußballspieler
- İbrahim Halil Yaşar (* 1994), türkischer Fußballspieler
- İsmail Yaşar (1955–2005), türkisches Opfer der NSU-Morde
- Kadem Burak Yaşar (* 1995), türkischer Fußballspieler
- Melis Yasar (* 2000), schwedische Tennisspielerin
- Mithat Yaşar (* 1986), türkischer Fußballspieler
- Selim Yaşar (* 1990), russisch-türkischer Ringer
- Sevcan Yaşar (* 1990), türkische Schauspielerin
- Ursal Yasar (* 1980), Schweizer Fußballspieler